# يوسف عبودة
يوسف عبودة (مواليد 20 نوفمبر 1983) هو لاعب كرة قدم مغربي، يلعب كمدافع.

## روابط خارجية
- يوسف عبودة على موقع قاعدة بيانات كرة القدم.إي يو (الإنجليزية)